# Акація срібляста
Акація срібляста (Acacia dealbata) — вид дерев з роду акація (Acacia) з родини бобових (Fabaceae).

## Поширення і екологія
Батьківщина акації сріблястої — південно-східне узбережжя Австралії й острів Тасманія. Поширена і натуралізована, в південній Європі, Південній Африці, на заході США, на Азорських островах і Мадагаскарі . Вважається інвазійним видом у Середземномор'ї та у Південній Африці.
В Україні можна зустріти в Одеській області й в Криму.

## Ботанічний опис
Вічнозелене швидкоросле дерево висотою 10-12 м (на батьківщині до 45 м), з крислатою кроною. Стовбур 60-70 см у діаметрі. Кора стовбура, і гілок від сіро-бурого до коричневого кольору, з великою кількістю неглибоких тріщин, з яких нерідко виступає камедь. Молоді гілки оливково-зелені. Гілки й листя рослини мають легкий сіро-зелений наліт, за що ця акація й отримала назву сріблястої.
Листя чергове, двічі перисто-розсічене, довжиною до 10-20 см. Листок складається з 8-24 пар сіро-зелених, дрібних, подовжених листочків першого порядку. Кожен листочок першого порядку має до 50 пар довгастих листочків другого порядку шириною близько 1 мм. Головна ніжка листка при основі дещо роздута; на верхній стороні головної жилки листа при основах листочків першого порядку розташовуються круглі невеликі залози, що виділяють під час цвітіння медову рідину.
Квітки сірувато-жовті, дуже дрібні, пахучі, зібрані по 20-30 штук в кулясті головки діаметром 4-8 мм; головки зібрані в суцвіття-кисті, які у свою чергу зібрані у волоті. Чашечка дзвоникоподібна, п'ятизубчаста. Віночок п'ятипелюстковий; пелюстки широколанцетні або яйцеподібні, загострені. Тичинки численні, вільні, на довгих жовтих або оранжевих нитках, що далеко виступають з віночка. Маточка з верхньою одногніздною зав'яззю, довгим стовпчиком і невеликою приймочкою. Стовпчик, як і тичинки, сильно виступає з віночка.
Плоди акації — плоскі, довгасті, подовжено-ланцетні, тупі, світло- або фіолетово-коричневі боби довжиною 1,5-8 см і шириною 0,8-1 см, з окремими гніздами. Насіння — дуже тверде, темно-коричневе або чорне, плоске, матове або трішки блискуче, еліптичне, розміром 3-4 мм.
Здичавіла і зимостійка акація срібляста цвіте починаючи з кінця січня і до середини квітня. Плодоносить дерево в серпні — вересні.

## Лікарська рослинна сировина
З лікувальною метою використовують кору акації й розчин її камеді. Камедь рослини містить полісахарид арабан (до 76 %). У корі знайдені дубильні речовини змішаного типу (15-25 %). З квіток отримують олію (до 0,9 %), до складу якої входять: два вуглеводні, анісовий альдегід, пальмітиновий альдегід, ефіри анісової, пальмітинової й оцтової кислот, енантової й ангелікової кислоти; невелика кількість фенолів і спиртів з сильним запахом амбри. Пилок містить флавоноїдні сполуки.
Розчин камеді використовується в клізмах — при запаленні й виразках шлунково-кишкового тракту; для зменшення подразливої дії й уповільнення всмоктування інших лікарських речовин. 

## Значення і застосування
Звичайна в садах Середземноморської області, де розводиться як декоративне дерево, квітучі пагони якого вивозяться в північні країни. Зараз вважається інвазивним видом.
З кори видобуваються дубильні речовини (15-20 %).
Рослина дає цінну деревину, що йде для перероблювання на целюлозу.
Камедь акації є замінником аравійської камеді (гумміарабіку).

## Представники
У рамках виду виділяють ряд 2 різновидів:
- Acacia dealbata var dealbata — росте від низької, до помірної висоти. Дерево до 30 м; листя довгочерешкове в основному 5-12 см.
- Acacia dealbata var subalpina — росте на великій висоті, в Снігових горах. Чагарник до 5 м (рідко 10 м) у висоту; Листя довгоніжкове в основному 1.5-8.5 см.

## Мімоза й акація
В Радянському Союзі серед народу акацію сріблясту часто неправильно називали мімозою. В Україні срібляста акація широко поширена в Криму, і саме її квітучі пагони були традиційним подарунком на 8 березня.
|                                                                          |  |  |  |  |  |
| Зліва направо: Кора, листя, квітка (збільшено), суцвіття, плоди, насіння |  |  |  |  |  |